# 小松天満宮
小松天満宮（こまつてんまんぐう）は、石川県小松市天神町に所在する神社。前田家ゆかりの創建当初からの社殿等は重要文化財や石川県指定有形文化財に指定されている。

## 概要
創建は1657年（明暦3年）。加賀藩二代目当主の前田利常公が小松城に穩居にされる際、城北にあたるこの地に前田家の氏神としてお祭りする菅原道真公を鎭祭したのが小松天満宮のはじまりである。
小松天満宮は、守山城、金沢城、妙立寺（忍者寺）、小松天満宮、小松城はこの鬼門線上にあり小松天満宮は加賀藩にとって重要な守護神であった。
「おくのほそ道」などの俳諧で有名な松尾芭蕉が小松天満宮に巡行した際に“あかあかと日はつれなくも秋の風”の句碑が残っている。

## 文化財
小松天満宮（別名梅林院）は前田家の祖菅原道真公を祭る北野天満宮を4分の1に縮尺して建てられた。当社はその創建の由来からみても前田家代々の尊崇が篤く、祭神が文学の神と仰がれたことと、神仏習合であった江戸時代の初代別当が近世を通じて連歌の第一人者であったこともあって、絵画、書蹟、文書、典籍寺貴重なものが多く宝物殿に保管してある。

### 重要文化財
- 本殿
- 石の間
- 幣殿及び拝殿
- 神門